# Chlorota odetteae
Chlorota odetteae är en skalbaggsart som beskrevs av Soula 2002. Chlorota odetteae ingår i släktet Chlorota och familjen Rutelidae. Inga underarter finns listade i Catalogue of Life.